# العلاقات الباكستانية السنغافورية
العلاقات الباكستانية السنغافورية هي العلاقات الثنائية التي تجمع بين باكستان وسنغافورة.

## مقارنة بين البلدين
هذه مقارنة عامة ومرجعية للدولتين:
| وجه المقارنة                                              | باكستان                     | سنغافورة                                                             |
| --------------------------------------------------------- | --------------------------- | -------------------------------------------------------------------- |
| المساحة (كم2)                                             | 881.91 ألف                  | 719                                                                  |
| عدد السكان (نسمة)                                         | 197.02 مليون                | 5.89 مليون                                                           |
| الكثافة السكانية (ن./كم²)                                 | 223.4                       | 819.19 ألف                                                           |
| العاصمة                                                   | إسلام آباد                  | سنغافورة                                                             |
| اللغة الرسمية                                             | لغة إنجليزية، اللغة الأردية | لغة إنجليزية، اللغة الملايو، اللغة الصينية القياسية، اللغة التاميلية |
| العملة                                                    | روبية باكستانية             | دولار سنغافوري                                                       |
| الناتج المحلي الإجمالي (بليون دولار)                      | 304.95 مليار                | 323.91 مليار                                                         |
| الناتج المحلي الإجمالي (تعادل القوة الشرائية) بليون دولار | 946.67 مليار                | 472.59 مليار                                                         |
| الناتج المحلي الإجمالي الاسمي للفرد دولار أمريكي          | 1.43 ألف                    | 52.89 ألف                                                            |
| الناتج المحلي الإجمالي للفرد دولار أمريكي                 | 4.81 ألف                    | 82.76 ألف                                                            |
| مؤشر التنمية البشرية                                      | 0.538                       | 0.925                                                                |
| رمز المكالمات الدولي                                      | +92                         | +65                                                                  |
| رمز الإنترنت                                              | .pk                         | .sg                                                                  |
| المنطقة الزمنية                                           | ت ع م+05:00                 | ت ع م+08:00، توقيت سنغافورة المنسق ‏                                  |

## منظمات دولية مشتركة
يشترك البلدان في عضوية مجموعة من المنظمات الدولية، منها:
| علم المنظمة | اسم المنظمة                               | تاريخ انضمام باكستان | تاريخ انضمام سنغافورة |
| ----------- | ----------------------------------------- | -------------------- | --------------------- |
|             | بنك التنمية الآسيوي                       | 1966                 | 1966                  |
|             | يونسكو                                    | 14 سبتمبر 1949       | 8 أكتوبر 2007         |
|             | وكالة ضمان الاستثمار متعدد الأطراف        | 12 أبريل 1988        | 24 فبراير 1998        |
|             | الأمم المتحدة                             | 30 سبتمبر 1947       | 21 سبتمبر 1965        |
|             | دول الكومنولث                             | ?                    | ?                     |
|             | الاتحاد البريدي العالمي                   | ?                    | ?                     |
|             | البنك الدولي للإنشاء والتعمير             | 11 يوليو 1950        | 3 أغسطس 1966          |
|             | منتدى آسيان الإقليمي ‏                     | ?                    | ?                     |
|             | المنظمة الهيدروغرافية الدولية             | ?                    | ?                     |
|             | الاتحاد الدولي للاتصالات                  | 26 أغسطس 1947        | 22 أكتوبر 1965        |
|             | منظمة حظر الأسلحة الكيميائية              | ?                    | ?                     |
|             | مؤسسة التمويل الدولية                     | 20 يوليو 1956        | 4 سبتمبر 1968         |
|             | المركز الدولي لتسوية المنازعات الاستشارية | 15 أكتوبر 1966       | 13 نوفمبر 1968        |
|             | منظمة التجارة العالمية                    | ?                    | ?                     |
|             | منظمة الشرطة الجنائية الدولية             | ?                    | ?                     |

## وصلات خارجية
- موقع وزارة الخارجية الباكستانية
- موقع وزارة الخارجية السنغافورية